# سول
سول، المعروفة رسميًا باسم "مدينة سول الكبرى، هي عاصمة كوريا الجنوبية وأكبر مدنها ومقر الحكومة. تعد منطقة سول الكبرى، التي تشمل سول ومحافظة جيونجي وإنشيون سادس أكبر اقتصاد حضري في العالم لعام 2022، متفوقة على مدن كبرى مثل باريس وسان فرانسيسكو ولوس أنجلوس وطوكيو ونيويورك. تستضيف هذه المنطقة أكثر من نصف سكان كوريا الجنوبية. وعلى الرغم من أن عدد سكان سول بلغ ذروته متجاوزًا 10 ملايين نسمة، فإنه بدأ في الانخفاض تدريجيًا منذ عام 2014 ليصل إلى نحو 9.6 مليون نسمة في عام 2024.
تعود جذور سول إلى عام 18 قبل الميلاد، حين أسستها مملكة بايكتشي، أحد الممالك الثلاث في كوريا. وفي عهد سلالة جوسون، اختيرت سول رسميًا عاصمةً للدولة، وكانت محاطة بسور سول. وفي بداية القرن العشرين، احتلتها الإمبراطورية اليابانية وأُعيدت تسميتها مؤقتًا بـ "كيجو" (التي تعني "جيونغسونغ" بالكورية). شهدت المدينة خلال حرب كوريا معارك عنيفة، إذ تغيرت السيطرة عليها أربع مرات، مما أدى إلى تدمير كبير في بنيتها. ومع ذلك، بدأت المدينة منذ ذلك الحين عملية إعادة إعمار هائلة وتحولًا حضريًا سريعًا.
صنفت سول كأكثر مدينة قابلة للعيش في آسيا، وحصلت على ثاني أعلى مستوى من جودة الحياة عالميًا في تقرير شركة أركادس لعام 2015، مع إجمالي ناتج محلي إجمالي للفرد يُقدر بحوالي 40,000 دولار. كما تضم منطقة سول الكبرى 15 شركة من شركات فورتشن 500 العالمية، بما في ذلك عمالقة الصناعة مثل سامسونغ، وإل جي، وهيونداي، فضلًا عن مراكز تكنولوجية مرموقة مثل جانغنام ومدينة الإعلام الرقمية. أحرزت سول المرتبة السابعة في مؤشر القوة العالمية للمدن وفي مؤشر المراكز المالية العالمية، وهي إحدى أبرز خمس مدن عالمية في استضافة المؤتمرات الدولية. كما استضافت المدينة أحداثًا كبيرة مثل دورة الألعاب الآسيوية 1986، ودورة الألعاب الأولمبية الصيفية 1988، وقمة مجموعة العشرين 2010، بالإضافة إلى ثلاث مباريات في كأس العالم 2002.
تقع سول في منطقة جبلية وهضبية، يحدها من الشمال جبل بوكهانسان. يوجد ضمن منطقة سول الكبرى خمسة مواقع مدرجة على قائمة التراث العالمي لليونسكو، وهي قصر تشانغدوك، حصن هويسونغ، معبد جونغمو، حصن نامهانسان، والمقابر الملكية لسلالة جوسون. علاوة على ذلك، شهدت سول طفرة في التطور المعماري الحديث، حيث تضم معالم بارزة مثل برج إن سول، وبناية 63، وبرج لوت العالمي، ودونج دايمون ديزاين بلازا، ومدينة عالم لوت، وبرج التجارة، وكويكس مول، ومركز المال الدولي، وبارك1. وقد تم اختيار سول عاصمة التصميم العالمية في عام 2010، وهي تعد المركز الوطني لصناعات الموسيقى والترفيه والثقافة التي ساهمت في تعزيز شهرة موسيقى البوب الكورية والموجة الكورية عالميًا.

## أصل الاسم
عُرفت المدينة في الماضي بعدة أسماء مثل وريسونغ (위례성 / 慰禮城) خلال عهد سلالة بايكتشي، وعُرفت في عهد سلالة شلا باسم هانجو (한주 / 漢州)، وفي عهد سلالة غوريو عُرفت المدينة باسم نامغيونغ (남경 / 南京)، وعرفت في عهد سلالتي بايكتشي وجوسون باسم هانسونغ (한성 / 漢城)، وفي عهد سلالة جوسون عُرفت أيضاً باسم هانيانغ (한양 / 漢陽)، وعندما كانت 
كوريا تحت الاحتلال الياباني فإنها عُرفت باسم غيونغسونغ (경성 / 京城). اسمها الحالي مشتق من الكلمة الكورية التي تعني «العاصمة» والتي يعتقد أنها مشتقة من كلمة «سورابول» (서라벌 / 徐羅伐) وهي كلمة كانت في البداية تشير إلى مدينة غيونغجو عاصمة شلا.
على عكس غيرها من أسماء المدن الكورية فإن «سول» ليس لها مقابل في الهانجا (المقاطع الصينية المستخدمة في اللغة الكورية). في 18 يناير 2005 قامت حكومة سول رسمياً باختيار 首尔 في الصينية المبسطة و首爾 في الصينية التقليدية لتمثيل اسم المدينة، وهي مشتقة من كلمة هانتشينغ (بالصينية التقليدية: 漢城 / بالمبسطة: 汉城)، والتي ما زال استخدامها شائعاً.

## التاريخ

### التاريخ المبكر
نشأت مستوطنة منطقة نهر هان، حيث تقع مدينة سول الحالية، حوالي 4000 قبل الميلاد.
تم تسجيل سول لأول مرة باسم وريسونغ، وكانت عاصمة مملكة بايكتشي (التي تأسست عام 18 قبل الميلاد) في المنطقة الشمالية الشرقية من سول الحديثة. ثمَة العديد من أسوار المدينة المتبقية في المنطقة والتي يعود تاريخها إلى تلك الحقبة. يُعتقد على نطاق واسع أن بونغنابتوسونغ، وهو جدار ترابي يقع جنوب شرق سول، كان الموقع الرئيسي لمدينة وريسونغ. عندما تنافست الممالك الثلاث على هذه المنطقة الاستراتيجية، انتقلت السيطرة عليها من مملكة بايكتشي إلى مملكة غوغوريو في القرن الخامس.
ومع ذلك، وفقًا لسامغوك ساغي، وصف ملوك بايكتشي وشلا تلك الأرض بأنها حدود مملكة بايكتشي وليست منطقة العاصمة. علاوةً على ذلك، يُظهر تمثال الملك جينهونغ تايوانغ ستيل، الذي تم العثور عليه في جبل بوكانسان الحالي، بأن المكان كان يُعد من المناطق غير النامية اعتبارًا من القرن السادس الميلادي، ما يشير إلى أن العاصمة الأولى ويرسونغ لم تكن موجودة في سول أو بالقرب منها.
في يوليو أو أغسطس من عام 553، استولت مملكة شلا على المنطقة من بين يدي مملكة بايكتشي، وأصبحت المدينة جزءًا من مقاطعة سين المنشأة حديثًا. كلمة «سين» تعني «جديد» و «شلا»، وبالتالي تعني حرفيًا مقاطعة شلا الجديدة.
في نوفمبر عام 555، قام جينهونغ تايوانغ بزيارة ملكية إلى بوكانسان وتفقد الخط الحدودي. في عام 557، ألغت شلا مقاطعة سين وأنشأت مقاطعة بوكانسان. تظهر كلمة هانسيونغ (قلعة هان) على الجدار الحجري «لقلعة بيونغ يانغ»، التي يُفترض أنها بُنيت في منتصف إلى أواخر القرن السادس الميلادي على مدى 42 سنوات في بيونغ يانغ، في حين لا يوجد دليل على أن اسم هانسونغ، الذي يرجع تاريخه إلى الممالك الثلاث والفترة السابقة، كان اسمًا قديمًا لمدينة سول.
في عام 568، قام جينهونغ تايوانغ بزيارة ملكية أخرى إلى الحدود الشمالية وزار هانسونغ، ثم بقي في نامشون في طريق عودته إلى العاصمة. خلال إقامته، قام بتعيين جينهونغ تايوانغ ستيل للحكم وألغى مقاطعة بوكانسان (مقاطعة ساوث ريفر)، وأقر بأن تكون المدينة هي العاصمة. بناءً على نظام التسمية، كان الاسم الفعلي لنهر هان خلال ذلك الوقت على الأرجح نامشون (نهر نام) أو قد تنتهي الكلمة «بشيون» وليس «غانغ» أو «سو». بالإضافة إلى ذلك، يذكر جينهونغ ستيل بوضوح أن شلا كانت تسيطر على هانسونغ (بيونغ يانغ في العصر الحديث)، وبالتالي يجب أن تكون بوكانسان في شمال هانسونغ. لم يكن اسم بيونغ يانغ نفسه، وعلى الأرجح كان اسم نهر تايدونغ هو نهر هان، والأمر ذاته بالنسبة لبوكانسان خلال فترة الممالك الثلاث. علاوةً على ذلك، كان بيونغ يانغ اسمًا شائعًا يعني العاصمة تستخدمه سلالات مملكتي غوغوريو وغوريو، على غرار سول.
في عام 603، شنّ غوغوريو هجومه على بوكانسانسونغ (قلعة بوكان الجبلية)، الأمر الذي انتهى بفوز مملكة شلا. في عام 604، ألغت شلا مقاطعة نامشون وأعادت تأسيس مقاطعة بوكانسان من أجل تعزيز حدودها الشمالية. فقدت المدينة مركز عاصمتها الإقليمية وتم وضعها تحت حكم مقاطعة بوكانسان مرة أخرى. هذا يثبت أن بوكانسان كانت تقع في شمال بيونغ يانغ الحديثة لأن تغيير اسم المقاطعة ووظيفتها لن يكون أمرًا إلزاميًا لو كانت بوكانسان تقع داخل سول بالفعل.
في القرن الحادي عشر، قامت مملكة غوريو، التي خلفت مملكة شلا الموحدة، ببناء قصر صيفي في سول، والذي كان يُشار إليه باسم «العاصمة الجنوبية». منذ هذه الفترة فقط أصبحت سول مستوطنة أكبر.

## جغرافيا
تاريخيا، خلال سلالة جوسون كانت يحد المدينة جدار قلعة سول ، الذي امتد بين الجبال الأربعة الرئيسية في وسط سول : نامسان، ناكسان، بوكانسان وإينانجسان.

### المناخ
| البيانات المناخية لـ{{{location}}}          | البيانات المناخية لـ{{{location}}} | البيانات المناخية لـ{{{location}}} | البيانات المناخية لـ{{{location}}} | البيانات المناخية لـ{{{location}}} | البيانات المناخية لـ{{{location}}} | البيانات المناخية لـ{{{location}}} | البيانات المناخية لـ{{{location}}} | البيانات المناخية لـ{{{location}}} | البيانات المناخية لـ{{{location}}} | البيانات المناخية لـ{{{location}}} | البيانات المناخية لـ{{{location}}} | البيانات المناخية لـ{{{location}}} | البيانات المناخية لـ{{{location}}} |
| الشهر                                       | يناير                              | فبراير                             | مارس                               | أبريل                              | مايو                               | يونيو                              | يوليو                              | أغسطس                              | سبتمبر                             | أكتوبر                             | نوفمبر                             | ديسمبر                             | المعدل السنوي                      |
| ------------------------------------------- | ---------------------------------- | ---------------------------------- | ---------------------------------- | ---------------------------------- | ---------------------------------- | ---------------------------------- | ---------------------------------- | ---------------------------------- | ---------------------------------- | ---------------------------------- | ---------------------------------- | ---------------------------------- | ---------------------------------- |
| الدرجة القصوى °م (°ف)                       | 14.4 (57.9)                        | 18.7 (65.7)                        | 23.8 (74.8)                        | 29.8 (85.6)                        | 34.4 (93.9)                        | 37.2 (99.0)                        | 38.4 (101.1)                       | 38.2 (100.8)                       | 35.1 (95.2)                        | 30.1 (86.2)                        | 25.9 (78.6)                        | 17.7 (63.9)                        | 38.4 (101.1)                       |
| متوسط درجة الحرارة الكبرى °م (°ف)           | 1.5 (34.7)                         | 4.7 (40.5)                         | 10.4 (50.7)                        | 17.8 (64.0)                        | 23.0 (73.4)                        | 27.1 (80.8)                        | 28.6 (83.5)                        | 29.6 (85.3)                        | 25.8 (78.4)                        | 19.8 (67.6)                        | 11.6 (52.9)                        | 4.3 (39.7)                         | 17.0 (62.6)                        |
| المتوسط اليومي °م (°ف)                      | −2.4 (27.7)                        | 0.4 (32.7)                         | 5.7 (42.3)                         | 12.5 (54.5)                        | 17.8 (64.0)                        | 22.2 (72.0)                        | 24.9 (76.8)                        | 25.7 (78.3)                        | 21.2 (70.2)                        | 14.8 (58.6)                        | 7.2 (45.0)                         | 0.4 (32.7)                         | 12.5 (54.5)                        |
| متوسط درجة الحرارة الصغرى °م (°ف)           | −5.9 (21.4)                        | −3.4 (25.9)                        | 1.6 (34.9)                         | 7.8 (46.0)                         | 13.2 (55.8)                        | 18.2 (64.8)                        | 21.9 (71.4)                        | 22.4 (72.3)                        | 17.2 (63.0)                        | 10.3 (50.5)                        | 3.2 (37.8)                         | −3.2 (26.2)                        | 8.6 (47.5)                         |
| أدنى درجة حرارة °م (°ف)                     | −22.5 (−8.5)                       | −19.6 (−3.3)                       | −14.1 (6.6)                        | −4.3 (24.3)                        | 2.4 (36.3)                         | 8.8 (47.8)                         | 12.9 (55.2)                        | 13.5 (56.3)                        | 3.2 (37.8)                         | −5.1 (22.8)                        | −11.9 (10.6)                       | −23.1 (−9.6)                       | −23.1 (−9.6)                       |
| الهطول مم (إنش)                             | 20.8 (0.82)                        | 25.0 (0.98)                        | 47.2 (1.86)                        | 64.5 (2.54)                        | 105.9 (4.17)                       | 133.2 (5.24)                       | 394.7 (15.54)                      | 364.2 (14.34)                      | 169.3 (6.67)                       | 51.8 (2.04)                        | 52.5 (2.07)                        | 21.5 (0.85)                        | 1٬450٫5 (57.11)                    |
| متوسط أيام هطول الأمطار (≥ 0.1 mm)          | 6.5                                | 5.8                                | 7.4                                | 7.8                                | 9.0                                | 9.9                                | 16.3                               | 14.6                               | 9.1                                | 6.3                                | 8.7                                | 7.4                                | 108.8                              |
| متوسط الرطوبة النسبية (%)                   | 59.8                               | 57.9                               | 57.8                               | 56.2                               | 62.7                               | 68.1                               | 78.3                               | 75.6                               | 69.2                               | 64.0                               | 62.0                               | 60.6                               | 64.4                               |
| ساعات سطوع الشمس الشهرية                    | 160.3                              | 163.3                              | 189.0                              | 205.0                              | 213.0                              | 182.0                              | 120.0                              | 152.5                              | 176.2                              | 198.8                              | 153.2                              | 152.6                              | 2٬066                              |
| المصدر: Korea Meteorological Administration |                                    |                                    |                                    |                                    |                                    |                                    |                                    |                                    |                                    |                                    |                                    |                                    |                                    |

## الأحياء
تتكون العاصمة سول من 25 حياً
- حي دوبونغ (도봉구،道峰區)
- حي دونغدايمن (동대문구، 東大門區)
- حي دونغجاك (동작구، 銅雀區)
- حي أنبيونغ (은평구، 恩平區)
- حي غانغبك (강북구، 江北區)
- حي غانغدونغ (강동구، 江東區)
- حي غانغنام (강남구، 江南區)
- حي غانغسو (강서구، 江西區)
- حي غمتشون (금천구، 衿川區)
- حي غرو (구로구، 九老區)
- حي غواناك (관악구، 冠岳區)
- حي غوانغجن (광진구، 廣津區)
- حي جونغنو (종로구، 鍾路區)
- حي جونغ (중구 ،中區)
- حي جنغنانغ (중랑구، 中浪區)
- حي مابو (마포구، 麻浦區)
- حي نوون (노원구، 蘆原區)
- حي سوتشو (서초구، 瑞草區)
- حي سودايمن (서대문구، 西大門區)
- حي سونغبك (성북구، 城北區)
- حي سونغدونغ (성동구، 城東區)
- حي سونغبا (송파구، 松坡區)
- حي يانغتشون (양천구، 陽川區)
- حي يونغدنغبو (영등포구، 永登浦區)
- حي يونغسان (용산구، 龍山區)

## الإعلام
- سولار (مامامو)

## المدن التوأمة والشقيقة
طوكيو، اليابان
 موسكو، روسيا
 برلين، ألمانيا
 باريس، فرنسا
 لندن، بريطانيا

## وصلات خارجية
- الموقع الرسمي ومتوفر بعدة لغات منها الإنجليزية